# İstanbul Finans Merkezi
Das İstanbul Finans Merkezi ist ein Finanzzentrum im Stadtteil Ümraniye von Istanbul, der größten Stadt der Türkei.

Logo des İstanbul Finans Merkezi

Neben Bürogebäuden sind auch ein Hotel, Schulen und ein Kongresscenter, eine Moschee und ein Shoppingcenter geplant.

## Geschichte
Das Konzept des İstanbul Finanz Merkezi entstand Anfang der 2000er Jahre als Teil der umfassenderen wirtschaftlichen Vision der türkischen Regierung, Istanbul zu einem globalen Finanzzentrum aufzubauen. Das Projekt gewann mit der offiziellen Ankündigung der türkischen Regierung im Jahr 2009 an Dynamik.
Das neue Finanzzentrum İstanbul wurde 2023 von Präsident Recep Tayyip Erdoğan eingeweiht.

## Verkehrsanbindung
Das Zentrum ist an das öffentliche Verkehrsnetz Istanbuls angeschlossen, das Straßen, U-Bahn-, Bus- und Minibuslinien umfasst. Die U-Bahn-Linie M4 bietet eine direkte Anbindung an das Finanzzentrum, während die Linie M12 sich 2024 im Bau befand. Der Flughafen Istanbul-Sabiha Gökçen befindet sich in der Nähe des İstanbul Finans Merkezi.

## Gebäude

### Zentralbank-Turm
Zum Stadtviertel gehört das Gebäude der Zentralbank der Türkei. Das Gebäude hat 59 Stockwerke und eine Höhe von 352 Metern, womit er das höchste Gebäude des Landes ist. Es bildet den Hauptsitz der Türkischen Zentralbank und ist das höchste Gebäude des 2023 eingeweihten Finanzzentrums.
Der Bau des Turms als Hauptgebäude begann schließlich 2020. 2024 wurde der Tower vollendet und zum ersten Gebäude in der Türkei mit einer Höhe von mehr als 300 Metern.
Da Istanbul in einer erdbebengefährdeten Region liegt, wurde das Gebäude erdbebensicher gebaut. Für die Fassade des Gebäudes wurde Naturstein (Kalkstein) im großen Stil genutzt. Entworfen wurde das Gebäude, welches traditionelle und moderne Stilelemente vereint, von dem Architekten Şefik Birkiye. Errichtet wurde das Gebäude vom Baukonzern Limak.

#### Nutzung
Das Gebäude wird hauptsächlich von der Türkischen Zentralbank genutzt. In den Sockelgeschossen befinden sich ein Konferenzsaal, ein Museum, eine Bibliothek, ein Restaurant und Sportanlagen. Die oberen Geschosse werden für Büroflächen genutzt. An der Spitze des Turms befindet sich eine Aussichtsplattform, von der Besucher einen Blick auf Istanbul von einer Höhe von über 300 Meter haben.

### Vakıf Kule

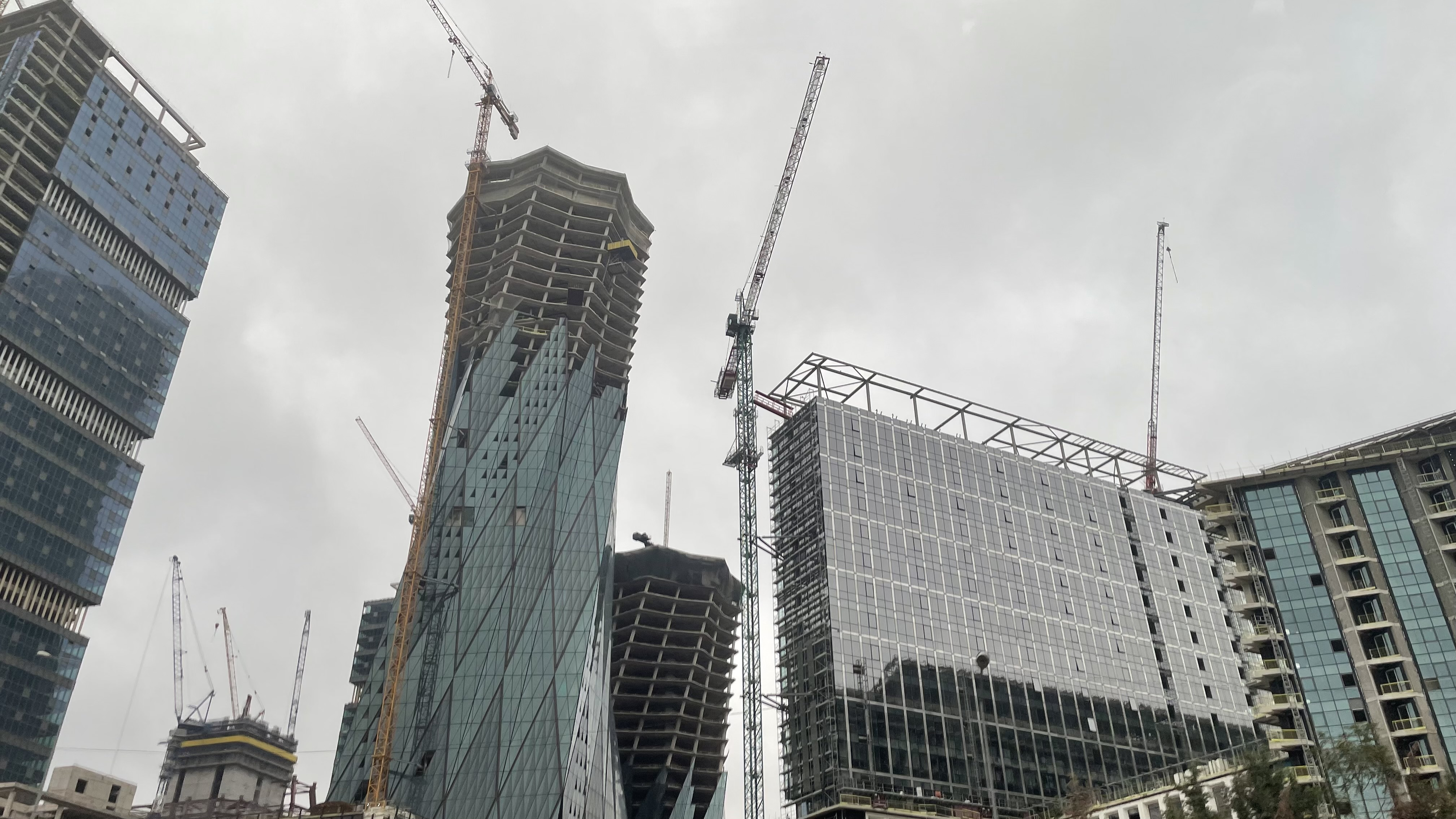
Baustelle des Vakıf Kule 2021

Der Vakıf Kule ist Sitz der Zentrale der VakıfBank.